# Polystemonanthus
Polystemonanthus es un género monotípico de la subfamilia Caesalpinioideae perteneciente a la familia de las legumbres Fabaceae. Su única especie: Polystemonanthus dinklagei Harms, es originaria de África.

## Descripción
Es un árbol que alcanza los 30 m  de altura, con el tronco de 0,6 m de diámetro, las hojas de 30-50 cm de largo, con flores muy grandes (± 17 mm de largo).

## Distribución y hábitat
Se encuentra en los bosques siempre verde, bosques lluviosos de Liberia y Costa de Marfil.